# Segenstein (Niederdürenbach)

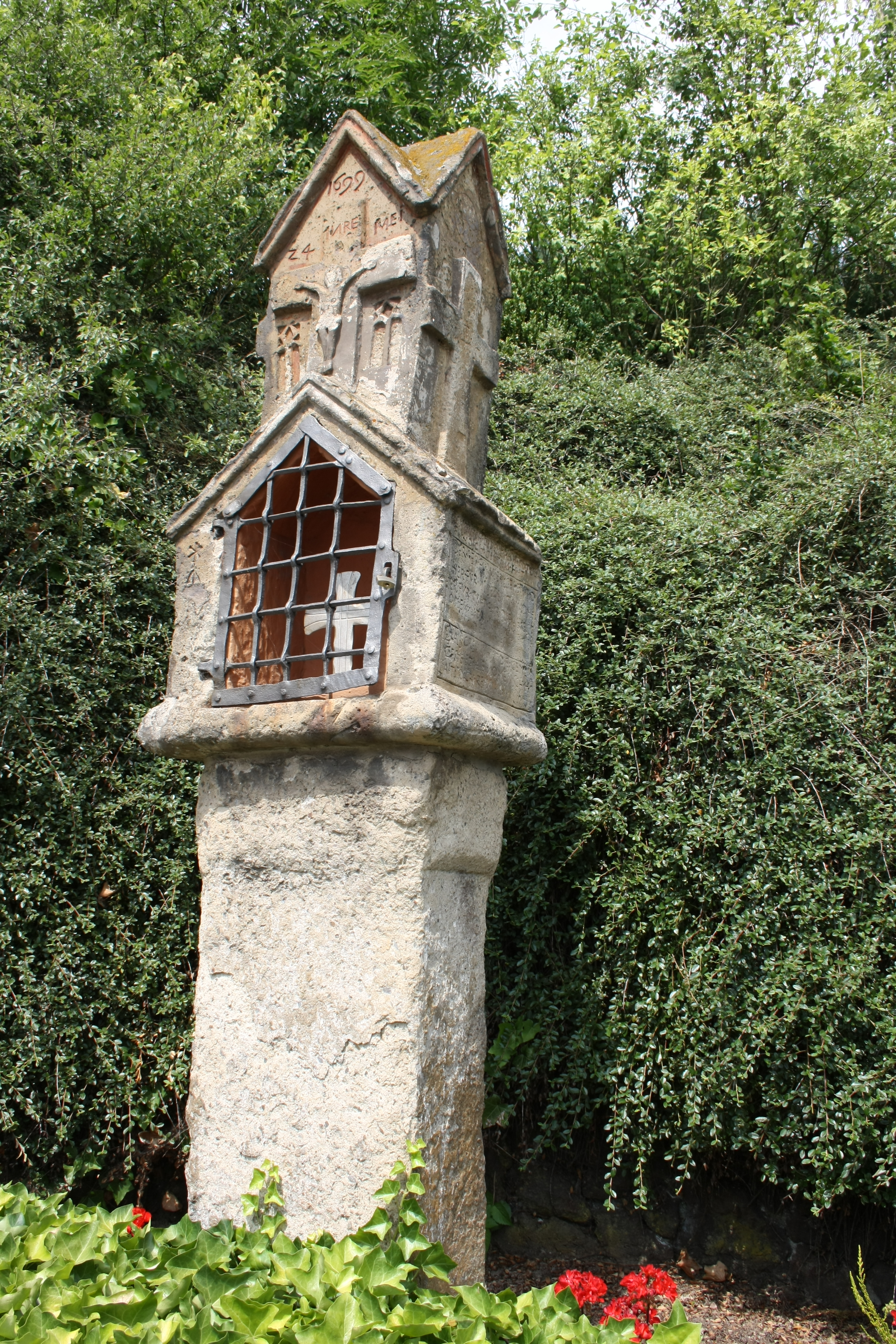
Segenstein in Niederdürenbach

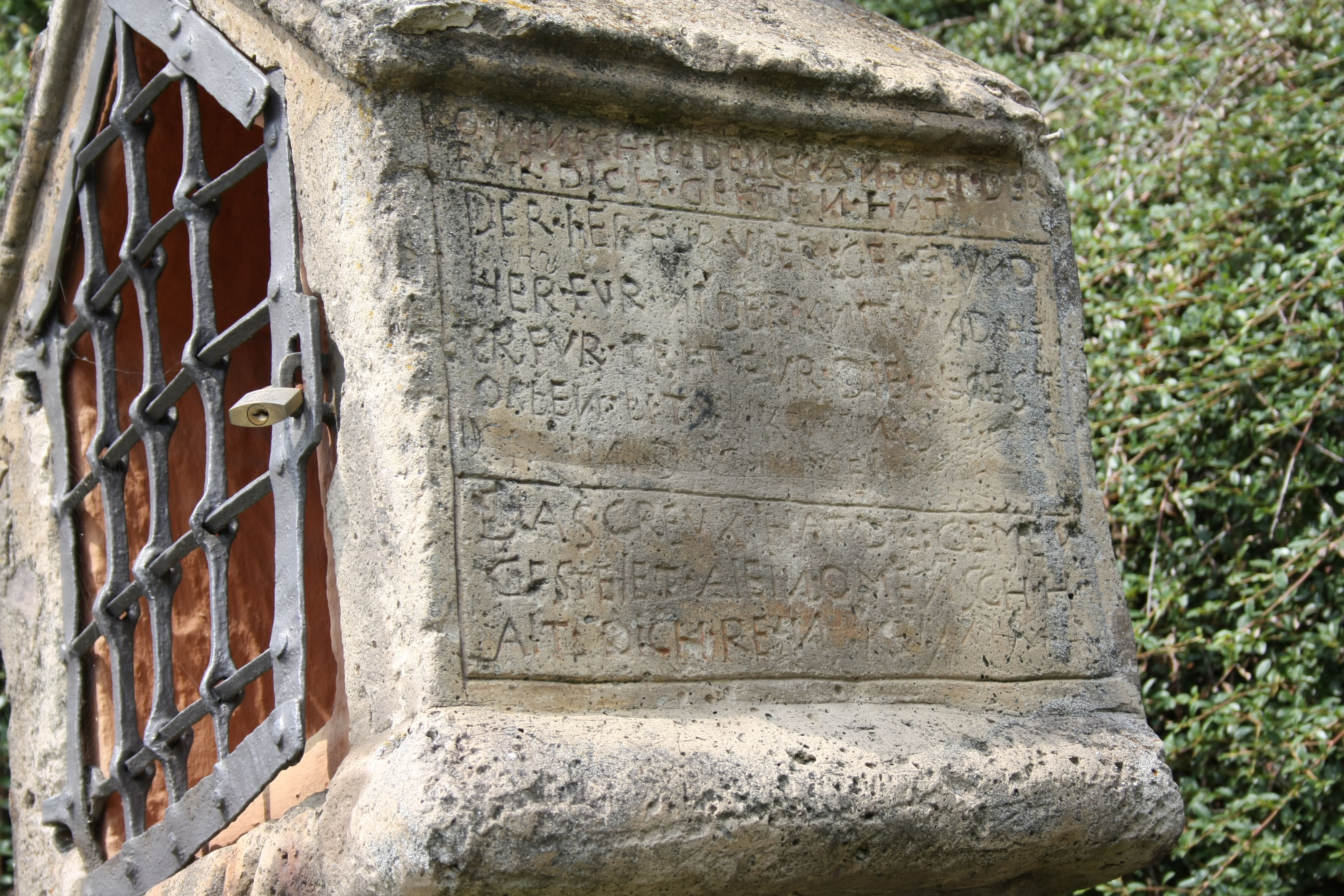
Inschrift des Segensteins

Der Segenstein in Niederdürenbach ist ein Bildstock in der Ortsgemeinde Niederdürenbach im Landkreis Ahrweiler (Rheinland-Pfalz). Das geschützte Kulturdenkmal steht an der Brohltalstraße, Ecke „Ernteweg“.
Basaltkreuze sind in der Eifel häufig zu sehen. Segensteine sind eine Sonderform dieser Wegkreuze. Sie besitzen zur Aufnahme des Allerheiligsten (Hostie) Nischen, die mehr oder weniger ausgeprägt sind.
Der Segenstein in Niederdürenbach besitzt eine Spitzgiebelnische mit einem Durchsteckgitter. Darüber befindet sich ein turmartiger Aufbau mit dem Kruzifix in Reliefform. Auf den Flächen dieses Aufbaus sind maßwerkartige Muster und geometrische Einritzungen zu sehen.
Die Inschrift lautet auf der Vorderseite: „1699, 24 MEI“. An der Seitenwand der Nische befindet sich folgender Text: „o mensch gedenck an got, der fur dich geliten hat, der her fur uber geet und her fur niederknit und her fur trit, fur die abgestorben bit [...] das creux hat die gemein gestelet alein, o mensh, halt dich rein“.
Mit „gemein“ soll wohl ausgedrückt werden, dass die Gemeinde den Segenstein aufgestellt hat.
Man vermutet, dass die Leidenserfahrungen im Verlauf des Pfälzischen Erbfolgekrieges Anlass für die Aufstellung des Segensteins waren.